# Коктерек (Аккайинський район)
Коктере́к (каз. Көктерек) — село у складі Аккайинського району Північноказахстанської області Казахстану. Входить до складу Григор'євського сільського округу.
Населення — 176 осіб (2021; 223 у 2009, 338 у 1999, 449 у 1989).
Національний склад станом на 1989 рік:
- казахи — 100 %.

Колишня назва — Бозарал.